# Thaxteriella helicoma
Thaxteriella helicoma är en svampart som först beskrevs av W. Phillips & Plowr., och fick sitt nu gällande namn av J.L. Crane, Shearer & M.E. Barr 1998. Thaxteriella helicoma ingår i släktet Thaxteriella och familjen Tubeufiaceae.   Inga underarter finns listade i Catalogue of Life.